# Internationaal Postcongres 1874
Het Internationaal Postcongres van 1874 vond plaats in Bern in Zwitserland van 15 september tot 9 oktober 1874. Het congres leidde tot het Verdrag van Bern en de oprichting van de Wereldpostunie.

## Omschrijving
Onder impuls van Heinrich von Stephan, de algemeen directeur van de postdiensten van het Duitse Keizerrijk, organiseerde men in het najaar van 1874 in het Rathaus zum Äusseren Stand in de Zwitserse bondsstad Bern voor het eerst in de geschiedenis een internationaal postcongres. Het congres had als doel de oprichting van een internationale postorganisatie en de standaardisatie van de postale systemen van de landen die lid zouden worden van deze nieuwe internationale organisatie.
De conferentie ging van start op 15 september en duurde tot 19 oktober 1874, toen vertegenwoordigers van 22 landen Verdrag van Bern tot oprichting van de Wereldpostunie ondertekenden. Ter herinnering aan deze dag werd 9 oktober later de internationale dag van de post.

## Deelnemende landen
De volgende landen waren vertegenwoordigd op het Internationaal Postcongres van 1874:
| Land                | Vertegenwoordiger(s)                                      |
| ------------------- | --------------------------------------------------------- |
| België              | Vinchent, J. Gife, M. Fassiaux                            |
| Denemarken          | Fenger                                                    |
| Duitse Keizerrijk   | Heinrich von Stephan, Karl Johann Wilhelm Günther         |
| Egypte              | Muzzi Bey                                                 |
| Frankrijk           | B. d'Harcourt                                             |
| Griekenland         | A. Mansolas, A. H. Bétant                                 |
| Hongarije           | M. Gervay, P. Heim                                        |
| Italië              | Giovanni Battista Tantesio                                |
| Luxemburg           | Victor de Roebé                                           |
| Nederland           | Hofstede, Coenraad Willem baron Sweerts de Landas Wyborgh |
| Noorwegen           | C. Oppen                                                  |
| Oostenrijk          | Wilhelm Freiherr von Kolbensteiner, Franz Pilhal          |
| Ottomaanse Rijk     | Yanco Macridi                                             |
| Portugal            | Eduardo Lessa                                             |
| Roemenië            | George F. Lahovari                                        |
| Rusland             | baron Velho, Georges Poggenpohl                           |
| Servië              | Mladen Z. Radojkovitsch                                   |
| Spanje              | Angel Mansi, Emilio C. de Navasques                       |
| Verenigd Koninkrijk | Wm. Jas. Page                                             |
| Verenigde Staten    | Joseph H. Blackfan                                        |
| Zweden              | Adolf Wilhelm Roos                                        |
| Zwitserland         | Eugène Borel, Wilhelm Matthias Naeff, Joachim Heer        |